# Sumobito (plaats)
Sumobito is een bestuurslaag in het regentschap Jombang van de provincie Oost-Java, Indonesië. Sumobito telt 4428 inwoners (volkstelling 2010).